# Noheji
Noheji (japanska: 野辺地町?, Noheji-machi) är en landskommun (köping) i Aomori prefektur i Japan.  